# Emmeorhiza umbellata
Emmeorhiza umbellata är en måreväxtart som först beskrevs av Spreng., och fick sitt nu gällande namn av Karl Moritz Schumann. Emmeorhiza umbellata ingår i släktet Emmeorhiza och familjen måreväxter. Inga underarter finns listade i Catalogue of Life.